# Anthony de Mello
Anthony de Mello (Bombay, 1931— Nueva York, 1987) fue un sacerdote jesuita y psicoterapeuta conocido por sus libros y conferencias sobre espiritualidad y mindfulness, donde utilizaba elementos pedagógicos de religiones orientales, además de la tradición judeocristiana.

## Biografía
Sintiendo el llamado para el sacerdocio, inició sus estudios en la Compañía de Jesús, en la ciudad de Pune (174 km al sureste de Bombay). Transcurrida esta trascendental etapa de su vida, se graduó en psicología, carrera que siguió en Estados Unidos, según la sugerencia y consejo del padre Mann, provincial de la Orden.
Comenzó dirigiendo ejercicios espirituales para jóvenes novicios; que fueron el punto de partida para su carrera pública como director de almas, labor que continuaría durante toda su vida. 
Se basó en la metodología, los principios y la fuerza de los Ejercicios de Ignacio de Loyola, que había aprendido en España.
Pero había agregado los ingredientes propios de su personalidad tan especial; y fueron numerosos sus retiros para la renovación del espíritu.
Participó en el Movimiento de Renovación Carismática, con gran intensidad. Ambas experiencias fueron la base de lo que vendría después.
Murió en la Universidad de Fordham, de un ataque cardíaco, la misma noche de su primer día en Nueva York, el 1 de junio de 1987 y tres meses antes de cumplir los cincuenta y seis años.
Sus restos descansan en el Cementerio de la Iglesia de San Pedro, en la ciudad de Bandra (India), donde había sido bautizado.
Posteriormente a su muerte, en 1998, la Congregación para la Doctrina de la Fe (dirigida por el entonces cardenal Ratzinger) investigó sus escritos y calificó algunos de ellos como «incompatibles» con la fe católica.
Algunas ediciones católicas de sus libros llevan una hoja de precaución que indica: «Los libros escritos por el padre Anthony de Mello fueron escritos en un contexto multirreligioso para ayudar a los seguidores de otras religiones, agnósticos y ateos en su búsqueda espiritual, y el autor no pretendió que fueran un manual de instrucciones sobre la fe católica en la doctrina y dogmas cristianos».

## Obras
- ¡Despierta! - charlas sobre la espiritualidad
- El canto del pájaro.
- Contacto con Dios.
- El manantial.
- ¿Quién puede hacer que amanezca?
- Un minuto para el absurdo.
- Sadhana: un camino de oración.
- Una llamada al amor.
- Redescubrir La Vida o Medicina del alma.
- Caminar sobre las aguas.
- Autoliberación interior.
- La oración de la rana. Volumen 1 y 2.